# Lijst van Stolpersteine in Coevorden
De Lijst van Stolpersteine in Coevorden geeft een overzicht van de Stolpersteine die in de gemeente Coevorden in de Nederlandse provincie Drenthe zijn geplaatst in het kader van het Stolpersteine-project van de Duitse beeldhouwer-kunstenaar Gunter Demnig.
Stolpersteine zijn opgedragen aan slachtoffers van het nationaalsocialisme, al diegenen die zijn vervolgd, gedeporteerd, vermoord, gedwongen te emigreren of tot zelfmoord gedreven door het nazi-regime. Demnig legt voor elk slachtoffer een aparte steen, meestal voor de laatste zelfgekozen woning.
Omdat het Stolpersteine-project doorloopt, kan deze lijst onvolledig zijn.

## Stolpersteine
In de gemeente Coevorden liggen 157 Stolpersteine: 138 in Coevorden, zeventien in Dalen en twee in Meppen.

### Dalen
In Dalen liggen zeventien Stolpersteine op vijf adressen.
| Afbeelding | Inscriptie | Adres          | Herdachte persoon                        |
| ---------- | --- | -------------- | ---------------------------------------- |
|            | HIER WOONDE DAVID BIERMAN GEB. 1892 IN ONDERDUIK OVERLEEFD                                                         | Westerwijk 11  | David Bierman (1892-1980)                |
|            | HIER WOONDE DAVID JONAS BIERMAN GEB. 1897 GEDEPORTEERD 1942 UIT WESTERBORK VERMOORD 31.1.1943 AUSCHWITZ            | De Brinken 18  | David Jonas Bierman (1897-1943)          |
|            | HIER WOONDE EVA BIERMAN GEB. 1939 GEDEPORTEERD 1943 UIT WESTERBORK VERMOORD 23.7.1943 SOBIBOR                      | Hoofdstraat 57 | Eva Bierman (1939-1943)                  |
|            | HIER WOONDE HENDERINA BIERMAN GEB. 1927 GEDEPORTEERD 1943 UIT WESTERBORK VERMOORD 23.7.1943 SOBIBOR                | Hoofdstraat 57 | Henderina Bierman (1927-1943)            |
|            | HIER WOONDE IZÄAK BIERMAN GEB. 1861 GEDEPORTEERD 1942 UIT WESTERBORK VERMOORD 8.10.1942 AUSCHWITZ                  | Westerwijk 13  | Izäak Bierman (1861-1942)                |
|            | HIER WOONDE IZÄAK JONAS BIERMAN GEB. 1904 GEDEPORTEERD 1943 UIT WESTERBORK VERMOORD 23.7.1943 SOBIBOR              | Hoofdstraat 57 | Izäak Jonas Bierman (1904-1943)          |
|            | HIER WOONDE JONAS BIERMAN GEB. 1925 GEDEPORTEERD 1942 UIT WESTERBORK VERMOORD 18.9.1942 AUSCHWITZ                  | Hoofdstraat 57 | Jonas Bierman (1925-1942)                |
|            | HIER WOONDE SIMON BIERMAN GEB. 1901 GEDEPORTEERD 1942 UIT WESTERBORK VERMOORD FEB.1943 AUSCHWITZ                   | De Brinken 18  | Simon Bierman (1901-1943)                |
|            | HIER WOONDE FROUWKE BIERMAN- BOLLEGRAAF GEB. 1897 GEDEPORTEERD 1943 UIT WESTERBORK VERMOORD 23.7.1943 SOBIBOR      | Hoofdstraat 57 | Frouwke Bierman-Bollegraaf (1897-1943)   |
|            | HIER WOONDE JETTA BIERMAN-COHEN GEB. 1896 IN ONDERDUIK OVERLEEFD                                                   | Westerwijk 11  | Jetta Bierman-Cohen (1896-1987)          |
|            | HIER WOONDE EVA BIERMAN-NIJVEEN GEB. 1870 GEDEPORTEERD 1942 UIT WESTERBORK VERMOORD 29.10.1942 AUSCHWITZ           | De Brinken 18  | Eva Bierman-Nijveen (1870-1942)          |
|            | HIER WOONDE PETRONELLA DE LEVIE GEB. 1888 GEDEPORTEERD 1942 UIT WESTERBORK VERMOORD 12.10.1942 AUSCHWITZ           | Westerwijk 13  | Petronella de Levie (1888-1942)          |
|            | HIER WOONDE BETJE ZILVERBERG GEB. 1923 GEDEPORTEERD 1942 UIT WESTERBORK VERMOORD 22.10.1942 AUSCHWITZ              | Westerwijk 28  | Betje Zilverberg (1923-1942)             |
|            | HIER WOONDE HARTOG ZILVERBERG GEB. 1885 GEINTERNEERD WESTERBORK OVERLEDEN 9.11.1942                                | Westerwijk 28  | Hartog Zilverberg (1885-1942)            |
|            | HIER WOONDE JACOB ZILVERBERG GEB. 1925 GEDEPORTEERD 1942 UIT WESTERBORK VERMOORD FEB. 1943 AUSCHWITZ               | Westerwijk 28  | Jacob Zilverberg (1925-1943)             |
|            | HIER WOONDE SUZE ZILVERBERG GEB. 1921 IN ONDERDUIK OVERLEEFD                                                       | Westerwijk 28  | Suze Zilverberg (1921-2017)              |
|            | HIER WOONDE SUSANNA ZILVERBERG- TEN BRINK GEB. 1889 GEDEPORTEERD 1942 UIT WESTERBORK VERMOORD 11.12.1942 AUSCHWITZ | Westerwijk 28  | Susanna Zilverberg-ten Brink (1889-1942) |

### Meppen
In Meppen liggen twee Stolpersteine op een adres.
| Afbeelding | Inscriptie                                                                                     | Adres   | Herdachte persoon        |
| ---------- | ---------------------------------------------------------------------------------------------- | ------- | ------------------------ |
|            | HIER WOONDE MEIJER KATS GEB. 1871 GEDEPORTEERD 1942 UIT WESTERBORK VERMOORD 20.3.1943 SOBIBOR  | Katspad | Meijer Kats (1875-1943)  |
|            | HIER WOONDE ROZETTA KATS GEB. 1871 GEDEPORTEERD 1942 UIT WESTERBORK VERMOORD 20.3.1943 SOBIBOR | Katspad | Rozetta Kats (1871-1943) |

## Data van plaatsingen
- 4 augustus 2017: Dalen, Westerwijk 11 en 13
- 2 oktober 2017: Dalen, De Brinken 18, Hoofdstraat 57, Westerwijk 28
- 6 juli 2021: Coevorden, negen Stolpersteine
- 25 oktober 2022: Coevorden, twaalf Stolpersteine op Bentheimerstraat 12 en 13, Gramsbergerstraat 6 en 8
- 2 oktober 2024: Meppen, twee Stolpersteine op Katspad
- 11 mei 2025: Coevorden, een Stolperstein aan Sallandsestraat 10, twee aan Van Heutszsingel 82 en vier aan Rijnsestraat 11